# Milton (Iowa)
Milton – miasto w Stanach Zjednoczonych, w stanie Iowa, siedziba hrabstwie Van Buren. W 2000 liczyło 550 mieszkańców.